# Palmarès du championnat d'Angleterre de football
Cet article présente le palmarès du championnat d'Angleterre de football depuis sa première édition sous le nom de Football League en 1888 et connu sous le nom de Premier League depuis 1992.

## Histoire

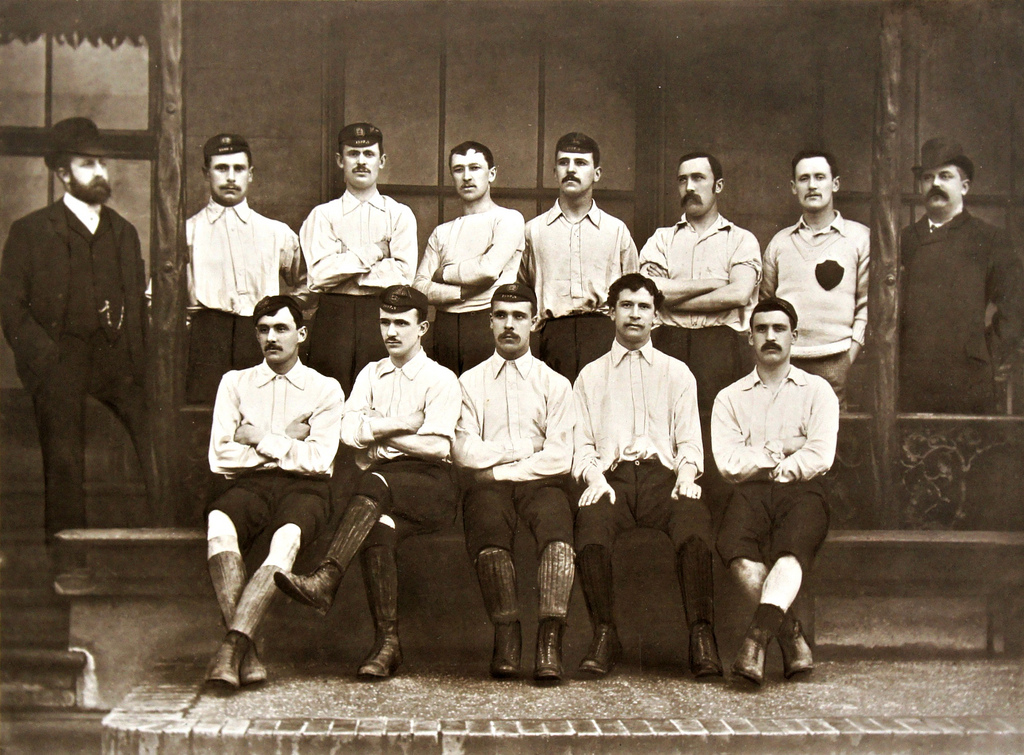
L'équipe de Preston North End remporte le premier titre de champion d'Angleterre de l'histoire en 1889.

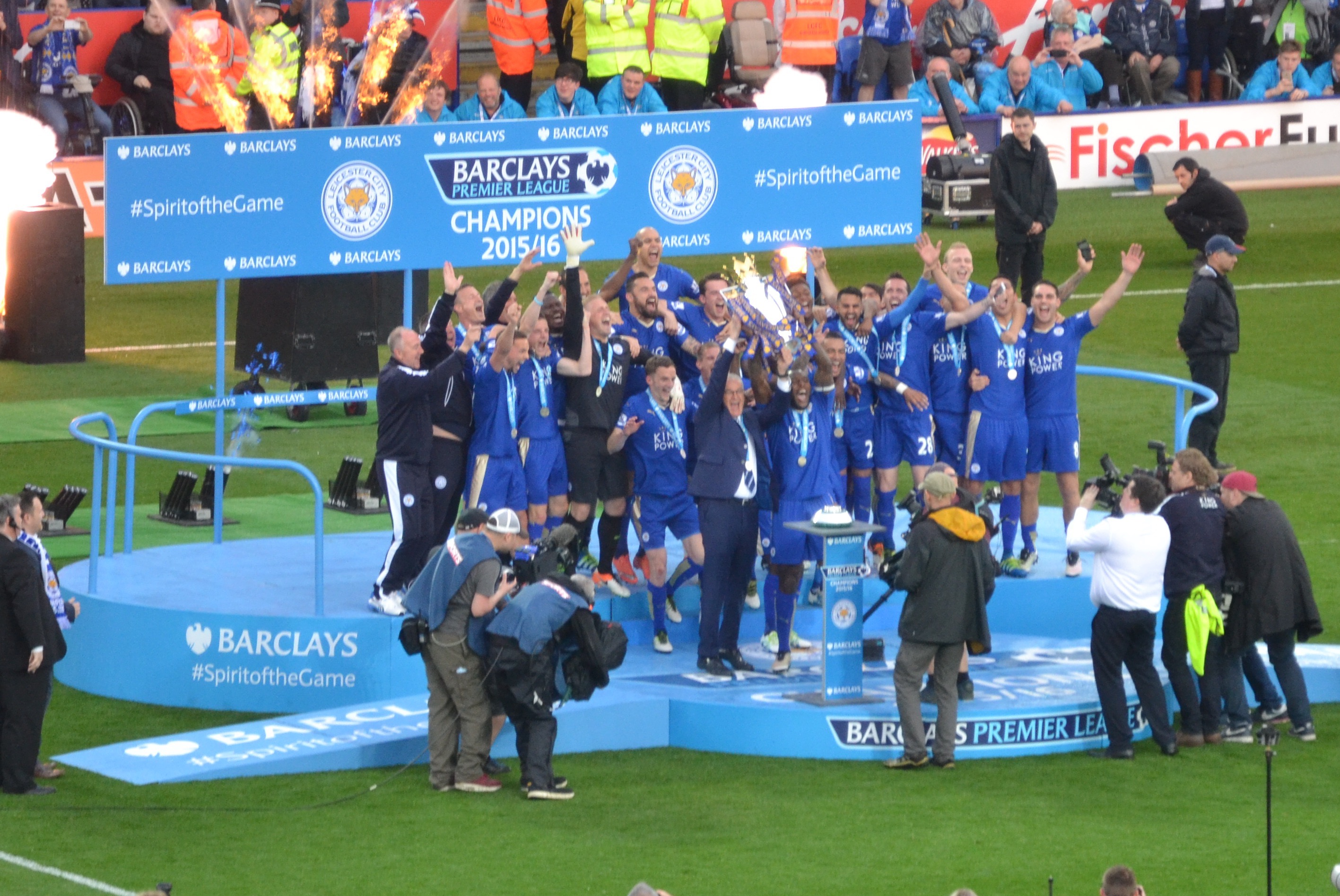
Les joueurs de Leicester City célèbrent leur victoire en championnat à l'issue de la saison 2015-2016.

À la suite de la légalisation du football professionnel par la fédération anglaise de football en 1885, la Football League est formée en 1888, notamment sous l'impulsion de William McGregor, alors président d'Aston Villa. À l'issue de la saison inaugurale 1888-1889, Preston North End est le premier club à remporter le titre de champion d'Angleterre après vingt-deux journées d'un championnat alors composé de douze équipes, et remporte durant la même saison la Coupe d'Angleterre, réalisant le premier doublé de l'histoire.
Alors la première compétition de football entièrement professionnalisée au monde, les premières années de la Football League sont notamment dominées par les équipes venant du Nord et des Midlands, où le professionnalisme s'impose plus rapidement que dans les régions du Sud. Le statut de la compétition en tant que championnat principal du pays se renforce lorsque la Football Alliance est absorbée dans la Football League en 1892, amenant au renommage du championnat en First Division. La plupart des clubs de l'ancienne Alliance forment alors la base de la nouvelle Second Division, de laquelle les clubs peuvent être promus ou vers laquelle ils peuvent être relégués. Le premier champion issu d'une région du Sud est le club londonien d'Arsenal en 1931. L'équipe, alors dirigée par Herbert Chapman, inscrit par ailleurs 127 buts cette saison-là, constituant le record pour un champion (le club d'Aston Villa, qui termine deuxième, en inscrit un de plus, constituant encore aujourd'hui le record de première division).
Le plafond salarial imposé aux équipes du championnat est aboli en 1961, résultant en une domination progressive du championnat par les grands clubs. L'aspect financier devient encore plus important lorsque les équipes de First Division décident de faire cession pour former la Premier League en 1992, qui s'impose comme le principal championnat d'Angleterre. Par la suite, plusieurs contrats télévisés de valeur croissante offrent aux clubs de première division une puissance financière alors sans précédent. Depuis la fondation de la Premier League le seul club à avoir remporté le titre de champion d'Angleterre pour la première fois est Leicester City à l'issue de la saison 2015-2016.
Tous les clubs ayant remporté le championnat au moins une fois sont encore en activité et font toujours partie des quatre divisions professionnelles anglaises. Le seul club à avoir changé de nom après avoir remporté un championnat est Sheffield Wednesday, qui a remporté trois de ses quatre titres sous le nom The Wednesday.
Les deux clubs les plus titrés sont Manchester United et son rival Liverpool qui comptent chacun vingt titres de champion. Les deux clubs ont chacun connu une période de grande domination, Liverpool ayant remporté onze de ses titres entre 1973 et 1990, tandis que Manchester United en a amassé treize entre 1993 et 2013 sous la direction d'Alex Ferguson. Le club d'Arsenal complète le podium avec treize championnats remportés, tous après 1930. Vient ensuite Everton avec neuf titres, puis Aston Villa et Sunderland avec respectivement sept et six titres remportés en majorité avant la Première Guerre mondiale. Huddersfield Town (de 1924 à 1926), Arsenal (de 1933 à 1935), Liverpool (de 1982 à 1984) et Manchester United (de 1999 à 2001 puis de 2007 à 2009) et Manchester City sont les seules équipes à avoir remporté le championnat trois fois de suite. Les deux seuls clubs à avoir remporté le championnat sans subir la moindre défaite sont Preston North End lors de la première saison du championnat anglais en 1888-1889 et Arsenal près de 115 ans plus tard lors de la saison 2003-2004.

## Palmarès
Les équipes en gras réalisent cette saison-là le doublé Coupe-Championnat.

### Football League(1888-1892)
| Saison    | C.P. | Champion              | Pts | Deuxième          | Pts | Troisième               | Pts | Meilleur buteur                    | Buts |
| --------- | ---- | --------------------- | --- | ----------------- | --- | ----------------------- | --- | ---------------------------------- | ---- |
| 1888-1889 | 12   | Preston North End     | 40  | Aston Villa       | 29  | Wolverhampton Wanderers | 28  | John Goodall (Preston North End)   | 28   |
| 1889-1890 | 12   | Preston North End (2) | 33  | Everton FC        | 31  | Blackburn Rovers        | 27  | Jimmy Ross (Preston North End)     | 24   |
| 1890-1891 | 12   | Everton FC            | 29  | Preston North End | 27  | Notts County            | 26  | Jack Southworth (Blackburn Rovers) | 26   |
| 1891-1892 | 14   | Sunderland AFC        | 42  | Preston North End | 37  | Bolton Wanderers        | 36  | John Campbell (Sunderland AFC)     | 32   |

### First Division(1892-1992)
| Saison    | C.P.                                                          | Champion                                                      | Pts                                                           | Deuxième                                                      | Pts                                                           | Troisième                                                     | Pts                                                           | Meilleur(s) buteur(s)                                                                   | Buts                                                          |
| --------- | ------------------------------------------------------------- | ------------------------------------------------------------- | ------------------------------------------------------------- | ------------------------------------------------------------- | ------------------------------------------------------------- | ------------------------------------------------------------- | ------------------------------------------------------------- | --------------------------------------------------------------------------------------- | ------------------------------------------------------------- |
| 1892-1893 | 16                                                            | Sunderland AFC (2)                                            | 48                                                            | Preston North End                                             | 37                                                            | Everton FC                                                    | 36                                                            | John Campbell (Sunderland AFC)                                                          | 31                                                            |
| 1893-1894 | 16                                                            | Aston Villa                                                   | 44                                                            | Sunderland AFC                                                | 38                                                            | Derby County                                                  | 36                                                            | Jack Southworth (Everton FC)                                                            | 32                                                            |
| 1894-1895 | 16                                                            | Sunderland AFC (3)                                            | 47                                                            | Everton FC                                                    | 42                                                            | Aston Villa                                                   | 39                                                            | John Campbell (Sunderland AFC)                                                          | 22                                                            |
| 1895-1896 | 16                                                            | Aston Villa (2)                                               | 45                                                            | Derby County                                                  | 41                                                            | Everton FC                                                    | 39                                                            | Johnny Campbell (Aston Villa) Steve Bloomer (Derby County)                              | 20                                                            |
| 1896-1897 | 16                                                            | Aston Villa (3)                                               | 47                                                            | Sheffield United                                              | 36                                                            | Derby County                                                  | 36                                                            | Steve Bloomer (Derby County)                                                            | 22                                                            |
| 1897-1898 | 16                                                            | Sheffield United                                              | 42                                                            | Sunderland AFC                                                | 37                                                            | Wolverhampton Wanderers                                       | 35                                                            | Fred Wheldon (Aston Villa)                                                              | 21                                                            |
| 1898-1899 | 18                                                            | Aston Villa (4)                                               | 45                                                            | Liverpool FC                                                  | 43                                                            | Burnley FC                                                    | 39                                                            | Steve Bloomer (Derby County)                                                            | 23                                                            |
| 1899-1900 | 18                                                            | Aston Villa (5)                                               | 50                                                            | Sheffield United                                              | 48                                                            | Sunderland AFC                                                | 41                                                            | Billy Garraty (Aston Villa)                                                             | 27                                                            |
| 1900-1901 | 18                                                            | Liverpool FC                                                  | 45                                                            | Sunderland AFC                                                | 43                                                            | Notts County                                                  | 40                                                            | Steve Bloomer (Derby County)                                                            | 23                                                            |
| 1901-1902 | 18                                                            | Sunderland AFC (4)                                            | 41                                                            | Everton FC                                                    | 41                                                            | Newcastle United                                              | 37                                                            | Jimmy Settle (Everton FC)                                                               | 18                                                            |
| 1902-1903 | 18                                                            | The Wednesday                                                 | 42                                                            | Aston Villa                                                   | 41                                                            | Sunderland AFC                                                | 41                                                            | Sam Raybould (Liverpool FC)                                                             | 31                                                            |
| 1903-1904 | 18                                                            | The Wednesday (2)                                             | 47                                                            | Manchester City                                               | 44                                                            | Everton FC                                                    | 43                                                            | Steve Bloomer (Derby County)                                                            | 20                                                            |
| 1904-1905 | 18                                                            | Newcastle United                                              | 48                                                            | Everton FC                                                    | 47                                                            | Manchester City                                               | 46                                                            | Arthur Brown (Sheffield United)                                                         | 22                                                            |
| 1905-1906 | 20                                                            | Liverpool FC (2)                                              | 51                                                            | Preston North End                                             | 47                                                            | The Wednesday                                                 | 44                                                            | Albert Shepherd (Bolton Wanderers)                                                      | 26                                                            |
| 1906-1907 | 20                                                            | Newcastle United (2)                                          | 51                                                            | Bristol City                                                  | 48                                                            | Everton FC                                                    | 45                                                            | Sandy Young (Everton FC)                                                                | 30                                                            |
| 1907-1908 | 20                                                            | Manchester United                                             | 52                                                            | Aston Villa                                                   | 43                                                            | Manchester City                                               | 43                                                            | Enoch West (Nottingham Forest)                                                          | 27                                                            |
| 1908-1909 | 20                                                            | Newcastle United (3)                                          | 53                                                            | Everton FC                                                    | 46                                                            | Sunderland AFC                                                | 44                                                            | Bert Freeman (Everton FC)                                                               | 38                                                            |
| 1909-1910 | 20                                                            | Aston Villa (6)                                               | 53                                                            | Liverpool FC                                                  | 48                                                            | Blackburn Rovers                                              | 45                                                            | Jack Parkinson (Liverpool FC)                                                           | 30                                                            |
| 1910-1911 | 20                                                            | Manchester United (2)                                         | 52                                                            | Aston Villa                                                   | 51                                                            | Sunderland AFC                                                | 45                                                            | Albert Shepherd (Newcastle United)                                                      | 25                                                            |
| 1911-1912 | 20                                                            | Blackburn Rovers                                              | 49                                                            | Everton FC                                                    | 46                                                            | Newcastle United                                              | 44                                                            | Harry Hampton (Aston Villa) George Holley (Sunderland AFC) David McLean (The Wednesday) | 25                                                            |
| 1912-1913 | 20                                                            | Sunderland AFC (5)                                            | 54                                                            | Aston Villa                                                   | 50                                                            | The Wednesday                                                 | 49                                                            | David McLean (The Wednesday)                                                            | 30                                                            |
| 1913-1914 | 20                                                            | Blackburn Rovers (2)                                          | 51                                                            | Aston Villa                                                   | 44                                                            | Middlesbrough FC                                              | 43                                                            | George Elliott (Middlesbrough FC)                                                       | 32                                                            |
| 1914-1915 | 20                                                            | Everton FC (2)                                                | 46                                                            | Oldham Athletic                                               | 45                                                            | Blackburn Rovers                                              | 43                                                            | Albert Shepherd (Everton FC)                                                            | 35                                                            |
| 1915-1919 | Championnat suspendu en raison de la Première Guerre mondiale | Championnat suspendu en raison de la Première Guerre mondiale | Championnat suspendu en raison de la Première Guerre mondiale | Championnat suspendu en raison de la Première Guerre mondiale | Championnat suspendu en raison de la Première Guerre mondiale | Championnat suspendu en raison de la Première Guerre mondiale | Championnat suspendu en raison de la Première Guerre mondiale | Championnat suspendu en raison de la Première Guerre mondiale                           | Championnat suspendu en raison de la Première Guerre mondiale |
| 1919-1920 | 22                                                            | West Bromwich Albion (1)                                      | 60                                                            | Burnley FC                                                    | 51                                                            | Chelsea FC                                                    | 49                                                            | Fred Morris (West Bromwich Albion)                                                      | 37                                                            |
| 1920-1921 | 22                                                            | Burnley FC                                                    | 59                                                            | Manchester City                                               | 54                                                            | Bolton Wanderers                                              | 52                                                            | Joe Smith (Bolton Wanderers)                                                            | 38                                                            |
| 1921-1922 | 22                                                            | Liverpool FC (3)                                              | 57                                                            | Tottenham Hotspur                                             | 51                                                            | Burnley FC                                                    | 49                                                            | Andy Wilson (Middlesbrough FC)                                                          | 31                                                            |
| 1922-1923 | 22                                                            | Liverpool FC (4)                                              | 60                                                            | Sunderland AFC                                                | 54                                                            | Huddersfield Town                                             | 53                                                            | Charlie Buchan (Sunderland AFC)                                                         | 30                                                            |
| 1923-1924 | 22                                                            | Huddersfield Town                                             | 57                                                            | Cardiff City                                                  | 57                                                            | Sunderland AFC                                                | 53                                                            | Wilf Chadwick (Everton FC)                                                              | 28                                                            |
| 1924-1925 | 22                                                            | Huddersfield Town (2)                                         | 58                                                            | West Bromwich Albion                                          | 56                                                            | Bolton Wanderers                                              | 55                                                            | Frank Roberts (Manchester City)                                                         | 31                                                            |
| 1925-1926 | 22                                                            | Huddersfield Town (3)                                         | 57                                                            | Arsenal FC                                                    | 52                                                            | Sunderland AFC                                                | 48                                                            | Ted Harper (Blackburn Rovers)                                                           | 43                                                            |
| 1926-1927 | 22                                                            | Newcastle United (4)                                          | 56                                                            | Huddersfield Town                                             | 51                                                            | Sunderland AFC                                                | 49                                                            | Jimmy Trotter (The Wednesday)                                                           | 37                                                            |
| 1927-1928 | 22                                                            | Everton FC (3)                                                | 53                                                            | Huddersfield Town                                             | 51                                                            | Leicester City                                                | 48                                                            | Dixie Dean (Everton FC)                                                                 | 60                                                            |
| 1928-1929 | 22                                                            | The Wednesday (3)                                             | 52                                                            | Leicester City                                                | 51                                                            | Aston Villa                                                   | 50                                                            | Dave Halliday (Sunderland AFC)                                                          | 43                                                            |
| 1929-1930 | 22                                                            | Sheffield Wednesday (4)                                       | 60                                                            | Derby County                                                  | 50                                                            | Manchester City                                               | 47                                                            | Vic Watson (West Ham United)                                                            | 41                                                            |
| 1930-1931 | 22                                                            | Arsenal FC                                                    | 66                                                            | Aston Villa                                                   | 59                                                            | Sheffield Wednesday                                           | 52                                                            | Tom Waring (Aston Villa)                                                                | 49                                                            |
| 1931-1932 | 22                                                            | Everton FC (4)                                                | 56                                                            | Arsenal FC                                                    | 54                                                            | Sheffield Wednesday                                           | 50                                                            | Dixie Dean (Everton FC)                                                                 | 44                                                            |
| 1932-1933 | 22                                                            | Arsenal FC (2)                                                | 58                                                            | Aston Villa                                                   | 54                                                            | Sheffield Wednesday                                           | 51                                                            | Jack Bowers (Derby County)                                                              | 35                                                            |
| 1933-1934 | 22                                                            | Arsenal FC (3)                                                | 59                                                            | Huddersfield Town                                             | 56                                                            | Tottenham Hotspur                                             | 49                                                            | Jack Bowers (Derby County)                                                              | 34                                                            |
| 1934-1935 | 22                                                            | Arsenal FC (4)                                                | 58                                                            | Sunderland AFC                                                | 54                                                            | Sheffield Wednesday                                           | 49                                                            | Ted Drake (Arsenal FC)                                                                  | 42                                                            |
| 1935-1936 | 22                                                            | Sunderland AFC (6)                                            | 56                                                            | Derby County                                                  | 48                                                            | Huddersfield Town                                             | 48                                                            | Ginger Richardson (West Bromwich Albion)                                                | 39                                                            |
| 1936-1937 | 22                                                            | Manchester City                                               | 57                                                            | Charlton Athletic                                             | 54                                                            | Arsenal FC                                                    | 52                                                            | Freddie Steele (Stoke City)                                                             | 33                                                            |
| 1937-1938 | 22                                                            | Arsenal FC (5)                                                | 52                                                            | Wolverhampton Wanderers                                       | 51                                                            | Preston North End                                             | 49                                                            | Tommy Lawton (Everton FC)                                                               | 28                                                            |
| 1938-1939 | 22                                                            | Everton FC (5)                                                | 59                                                            | Wolverhampton Wanderers                                       | 55                                                            | Charlton Athletic                                             | 50                                                            | Tommy Lawton (Everton FC)                                                               | 35                                                            |
| 1939-1946 | Championnat suspendu en raison de la Seconde Guerre mondiale  | Championnat suspendu en raison de la Seconde Guerre mondiale  | Championnat suspendu en raison de la Seconde Guerre mondiale  | Championnat suspendu en raison de la Seconde Guerre mondiale  | Championnat suspendu en raison de la Seconde Guerre mondiale  | Championnat suspendu en raison de la Seconde Guerre mondiale  | Championnat suspendu en raison de la Seconde Guerre mondiale  | Championnat suspendu en raison de la Seconde Guerre mondiale                            | Championnat suspendu en raison de la Seconde Guerre mondiale  |
| 1946-1947 | 22                                                            | Liverpool FC (5)                                              | 57                                                            | Manchester United                                             | 56                                                            | Wolverhampton Wanderers                                       | 56                                                            | Dennis Westcott (Wolverhampton Wanderers)                                               | 37                                                            |
| 1947-1948 | 22                                                            | Arsenal FC (6)                                                | 59                                                            | Manchester United                                             | 52                                                            | Burnley FC                                                    | 52                                                            | Ronnie Rooke (Arsenal FC)                                                               | 33                                                            |
| 1948-1949 | 22                                                            | Portsmouth FC                                                 | 58                                                            | Manchester United                                             | 53                                                            | Derby County                                                  | 53                                                            | Willie Moir (Bolton Wanderers)                                                          | 25                                                            |
| 1949-1950 | 22                                                            | Portsmouth FC (2)                                             | 53                                                            | Wolverhampton Wanderers                                       | 53                                                            | Sunderland AFC                                                | 52                                                            | Dickie Davis (Sunderland AFC)                                                           | 25                                                            |
| 1950-1951 | 22                                                            | Tottenham Hotspur                                             | 60                                                            | Manchester United                                             | 56                                                            | Blackpool FC                                                  | 50                                                            | Stan Mortensen (Blackpool FC)                                                           | 30                                                            |
| 1951-1952 | 22                                                            | Manchester United (3)                                         | 57                                                            | Tottenham Hotspur                                             | 53                                                            | Arsenal FC                                                    | 53                                                            | George Robledo (Newcastle United)                                                       | 33                                                            |
| 1952-1953 | 22                                                            | Arsenal FC (7)                                                | 54                                                            | Preston North End                                             | 54                                                            | Wolverhampton Wanderers                                       | 51                                                            | Charlie Wayman (Preston North End)                                                      | 24                                                            |
| 1953-1954 | 22                                                            | Wolverhampton Wanderers                                       | 57                                                            | West Bromwich Albion                                          | 53                                                            | Huddersfield Town                                             | 51                                                            | Jimmy Glazzard (Huddersfield Town)                                                      | 29                                                            |
| 1954-1955 | 22                                                            | Chelsea FC                                                    | 52                                                            | Wolverhampton Wanderers                                       | 48                                                            | Portsmouth FC                                                 | 48                                                            | Ronnie Allen (West Bromwich Albion)                                                     | 27                                                            |
| 1955-1956 | 22                                                            | Manchester United (4)                                         | 60                                                            | Blackpool FC                                                  | 49                                                            | Wolverhampton Wanderers                                       | 49                                                            | Nat Lofthouse (Bolton Wanderers)                                                        | 33                                                            |
| 1956-1957 | 22                                                            | Manchester United (5)                                         | 64                                                            | Tottenham Hotspur                                             | 56                                                            | Preston North End                                             | 56                                                            | John Charles (Leeds United)                                                             | 38                                                            |
| 1957-1958 | 22                                                            | Wolverhampton Wanderers (2)                                   | 64                                                            | Preston North End                                             | 59                                                            | Tottenham Hotspur                                             | 51                                                            | Bobby Smith (Tottenham Hotspur)                                                         | 36                                                            |
| 1958-1959 | 22                                                            | Wolverhampton Wanderers (3)                                   | 61                                                            | Manchester United                                             | 55                                                            | Arsenal FC                                                    | 50                                                            | Jimmy Greaves (Chelsea FC)                                                              | 33                                                            |
| 1959-1960 | 22                                                            | Burnley FC (2)                                                | 55                                                            | Wolverhampton Wanderers                                       | 54                                                            | Tottenham Hotspur                                             | 53                                                            | Dennis Viollet (Manchester United)                                                      | 32                                                            |
| 1960-1961 | 22                                                            | Tottenham Hotspur (2)                                         | 66                                                            | Sheffield Wednesday                                           | 58                                                            | Wolverhampton Wanderers                                       | 57                                                            | Jimmy Greaves (Chelsea FC)                                                              | 41                                                            |
| 1961-1962 | 22                                                            | Ipswich Town (1)                                              | 56                                                            | Burnley FC                                                    | 53                                                            | Tottenham Hotspur                                             | 52                                                            | Ray Crawford (Ipswich Town) Derek Kevan (West Bromwich Albion)                          | 33                                                            |
| 1962-1963 | 22                                                            | Everton FC (6)                                                | 61                                                            | Tottenham Hotspur                                             | 55                                                            | Burnley FC                                                    | 54                                                            | Jimmy Greaves (Tottenham Hotspur)                                                       | 37                                                            |
| 1963-1964 | 22                                                            | Liverpool FC (6)                                              | 57                                                            | Manchester United                                             | 53                                                            | Everton FC                                                    | 52                                                            | Jimmy Greaves (Tottenham Hotspur)                                                       | 35                                                            |
| 1964-1965 | 22                                                            | Manchester United (6)                                         | 61                                                            | Leeds United                                                  | 61                                                            | Chelsea FC                                                    | 56                                                            | Andy McEvoy (Blackburn Rovers) Jimmy Greaves (Tottenham Hotspur)                        | 29                                                            |
| 1965-1966 | 22                                                            | Liverpool FC (7)                                              | 61                                                            | Leeds United                                                  | 55                                                            | Burnley FC                                                    | 55                                                            | Willie Irvine (Burnley FC)                                                              | 29                                                            |
| 1966-1967 | 22                                                            | Manchester United (7)                                         | 60                                                            | Nottingham Forest                                             | 56                                                            | Tottenham Hotspur                                             | 56                                                            | Ron Davies (Southampton FC)                                                             | 37                                                            |
| 1967-1968 | 22                                                            | Manchester City (2)                                           | 58                                                            | Manchester United                                             | 56                                                            | Liverpool FC                                                  | 55                                                            | George Best (Manchester United) Ron Davies (Southampton FC)                             | 28                                                            |
| 1968-1969 | 22                                                            | Leeds United                                                  | 67                                                            | Liverpool FC                                                  | 61                                                            | Everton FC                                                    | 57                                                            | Jimmy Greaves (Tottenham Hotspur)                                                       | 27                                                            |
| 1969-1970 | 22                                                            | Everton FC (7)                                                | 66                                                            | Leeds United                                                  | 57                                                            | Chelsea FC                                                    | 55                                                            | Jeff Astle (West Browich Albion)                                                        | 25                                                            |
| 1970-1971 | 22                                                            | Arsenal FC (8)                                                | 65                                                            | Leeds United                                                  | 64                                                            | Tottenham Hotspur                                             | 52                                                            | Tony Brown (West Bromwich Albion)                                                       | 28                                                            |
| 1971-1972 | 22                                                            | Derby County                                                  | 58                                                            | Leeds United                                                  | 57                                                            | Liverpool FC                                                  | 57                                                            | Francis Lee (Manchester City)                                                           | 33                                                            |
| 1972-1973 | 22                                                            | Liverpool FC (8)                                              | 60                                                            | Arsenal FC                                                    | 57                                                            | Leeds United                                                  | 53                                                            | Pop Robson (West Ham United)                                                            | 28                                                            |
| 1973-1974 | 22                                                            | Leeds United (2)                                              | 62                                                            | Liverpool FC                                                  | 57                                                            | Derby County                                                  | 48                                                            | Mick Channon (Southampton FC)                                                           | 21                                                            |
| 1974-1975 | 22                                                            | Derby County (2)                                              | 53                                                            | Liverpool FC                                                  | 51                                                            | Ipswich Town                                                  | 51                                                            | Malcolm Macdonald (Newcastle United)                                                    | 21                                                            |
| 1975-1976 | 22                                                            | Liverpool FC (9)                                              | 60                                                            | Queens Park Rangers                                           | 59                                                            | Manchester United                                             | 56                                                            | Ted MacDougall (Norwich City)                                                           | 23                                                            |
| 1976-1977 | 22                                                            | Liverpool FC (10)                                             | 57                                                            | Manchester City                                               | 56                                                            | Ipswich Town                                                  | 52                                                            | Malcolm Macdonald (Arsenal FC) Andy Gray (Aston Villa)                                  | 25                                                            |
| 1977-1978 | 22                                                            | Nottingham Forest (1)                                         | 64                                                            | Liverpool FC                                                  | 57                                                            | Everton FC                                                    | 55                                                            | Bob Latchford (Everton FC)                                                              | 30                                                            |
| 1978-1979 | 22                                                            | Liverpool FC (11)                                             | 68                                                            | Nottingham Forest                                             | 60                                                            | West Bromwich Albion                                          | 59                                                            | Frank Worthington (Bolton Wanderers)                                                    | 24                                                            |
| 1979-1980 | 22                                                            | Liverpool FC (12)                                             | 60                                                            | Manchester United                                             | 58                                                            | Ipswich Town                                                  | 53                                                            | Phil Boyer (Southampton FC)                                                             | 23                                                            |
| 1980-1981 | 22                                                            | Aston Villa (7)                                               | 60                                                            | Ipswich Town                                                  | 56                                                            | Arsenal FC                                                    | 53                                                            | Peter Withe (Aston Villa) Steve Archibald (Tottenham Hotspur)                           | 20                                                            |
| 1981-1982 | 22                                                            | Liverpool FC (13)                                             | 87                                                            | Ipswich Town                                                  | 83                                                            | Manchester United                                             | 78                                                            | Kevin Keegan (Southampton FC)                                                           | 26                                                            |
| 1982-1983 | 22                                                            | Liverpool FC (14)                                             | 82                                                            | Watford FC                                                    | 71                                                            | Manchester United                                             | 70                                                            | Luther Blissett (Watford FC)                                                            | 27                                                            |
| 1983-1984 | 22                                                            | Liverpool FC (15) ,                                           | 80                                                            | Southampton FC                                                | 77                                                            | Nottingham Forest                                             | 74                                                            | Ian Rush (Liverpool FC)                                                                 | 32                                                            |
| 1984-1985 | 22                                                            | Everton FC (8)                                                | 90                                                            | Liverpool FC                                                  | 77                                                            | Tottenham Hotspur                                             | 77                                                            | Kerry Dixon (Chelsea FC) Gary Lineker (Leicester City)                                  | 24                                                            |
| 1985-1986 | 22                                                            | Liverpool FC (16)                                             | 88                                                            | Everton FC                                                    | 86                                                            | West Ham United                                               | 84                                                            | Gary Lineker (Everton FC)                                                               | 30                                                            |
| 1986-1987 | 22                                                            | Everton FC (9)                                                | 86                                                            | Liverpool FC                                                  | 77                                                            | Tottenham Hotspur                                             | 71                                                            | Clive Allen (Tottenham Hotspur)                                                         | 33                                                            |
| 1987-1988 | 22                                                            | Liverpool FC (17)                                             | 90                                                            | Manchester United                                             | 81                                                            | Nottingham Forest                                             | 73                                                            | John Aldridge (Liverpool FC)                                                            | 26                                                            |
| 1988-1989 | 22                                                            | Arsenal FC (9)                                                | 76                                                            | Liverpool FC                                                  | 76                                                            | Nottingham Forest                                             | 64                                                            | Alan Smith (Arsenal FC)                                                                 | 23                                                            |
| 1989-1990 | 22                                                            | Liverpool FC (18)                                             | 79                                                            | Aston Villa                                                   | 70                                                            | Tottenham Hotspur                                             | 63                                                            | Gary Lineker (Tottenham Hotspur)                                                        | 24                                                            |
| 1990-1991 | 22                                                            | Arsenal FC (10)                                               | 83                                                            | Liverpool FC                                                  | 76                                                            | Crystal Palace                                                | 69                                                            | Alan Smith (Arsenal FC)                                                                 | 22                                                            |
| 1991-1992 | 22                                                            | Leeds United (3)                                              | 82                                                            | Manchester United                                             | 78                                                            | Sheffield Wednesday                                           | 75                                                            | Ian Wright (Crystal Palace/Arsenal FC)                                                  | 29                                                            |

### Premier League(depuis 1992)
| Saison    | C.P. | Champion               | Pts | Deuxième          | Pts | Troisième         | Pts | Meilleur buteur                                                                                     | Buts |
| --------- | ---- | ---------------------- | --- | ----------------- | --- | ----------------- | --- | --------------------------------------------------------------------------------------------------- | ---- |
| 1992-1993 | 22   | Manchester United (8)  | 84  | Aston Villa       | 74  | Norwich City      | 72  | Teddy Sheringham (Nottingham Forest/Tottenham Hotspur)                                              | 22   |
| 1993-1994 | 22   | Manchester United (9)  | 92  | Blackburn Rovers  | 84  | Newcastle United  | 77  | Andy Cole (Newcastle United)                                                                        | 34   |
| 1994-1995 | 22   | Blackburn Rovers (3)   | 89  | Manchester United | 88  | Nottingham Forest | 77  | Alan Shearer (Blackburn Rovers)                                                                     | 34   |
| 1995-1996 | 20   | Manchester United (10) | 82  | Newcastle United  | 78  | Liverpool FC      | 71  | Alan Shearer (Blackburn Rovers)                                                                     | 31   |
| 1996-1997 | 20   | Manchester United (11) | 75  | Newcastle United  | 68  | Arsenal FC        | 68  | Alan Shearer (Newcastle United)                                                                     | 25   |
| 1997-1998 | 20   | Arsenal FC (11)        | 78  | Manchester United | 77  | Liverpool FC      | 65  | Dion Dublin (Coventry City) Michael Owen (Liverpool FC) Chris Sutton (Blackburn Rovers)             | 18   |
| 1998-1999 | 20   | Manchester United (12) | 79  | Arsenal FC        | 78  | Chelsea FC        | 75  | Jimmy Floyd Hasselbaink (Leeds United) Michael Owen (Liverpool FC) Dwight Yorke (Manchester United) | 18   |
| 1999-2000 | 20   | Manchester United (13) | 91  | Arsenal FC        | 73  | Leeds United      | 69  | Kevin Phillips (Sunderland AFC)                                                                     | 30   |
| 2000-2001 | 20   | Manchester United (14) | 80  | Arsenal FC        | 70  | Liverpool FC      | 69  | Jimmy Floyd Hasselbaink (Chelsea FC)                                                                | 23   |
| 2001-2002 | 20   | Arsenal FC (12)        | 87  | Liverpool FC      | 80  | Manchester United | 77  | Thierry Henry (Arsenal FC)                                                                          | 24   |
| 2002-2003 | 20   | Manchester United (15) | 83  | Arsenal FC        | 78  | Newcastle United  | 69  | Ruud van Nistelrooy (Manchester United)                                                             | 25   |
| 2003-2004 | 20   | Arsenal FC (13)        | 90  | Chelsea FC        | 79  | Manchester United | 75  | Thierry Henry (Arsenal FC)                                                                          | 30   |
| 2004-2005 | 20   | Chelsea FC (2)         | 95  | Arsenal FC        | 83  | Manchester United | 77  | Thierry Henry (Arsenal FC)                                                                          | 25   |
| 2005-2006 | 20   | Chelsea FC (3)         | 91  | Manchester United | 83  | Liverpool FC      | 82  | Thierry Henry (Arsenal FC)                                                                          | 27   |
| 2006-2007 | 20   | Manchester United (16) | 89  | Chelsea FC        | 83  | Liverpool FC      | 68  | Didier Drogba (Chelsea FC)                                                                          | 20   |
| 2007-2008 | 20   | Manchester United (17) | 87  | Chelsea FC        | 85  | Arsenal FC        | 83  | Cristiano Ronaldo (Manchester United)                                                               | 31   |
| 2008-2009 | 20   | Manchester United (18) | 90  | Liverpool FC      | 86  | Chelsea FC        | 83  | Nicolas Anelka (Chelsea FC)                                                                         | 19   |
| 2009-2010 | 20   | Chelsea FC (4)         | 86  | Manchester United | 85  | Arsenal FC        | 75  | Didier Drogba (Chelsea FC)                                                                          | 29   |
| 2010-2011 | 20   | Manchester United (19) | 80  | Chelsea FC        | 71  | Manchester City   | 71  | Dimitar Berbatov (Manchester United) Carlos Tévez (Manchester City)                                 | 20   |
| 2011-2012 | 20   | Manchester City (3)    | 89  | Manchester United | 89  | Arsenal FC        | 70  | Robin van Persie (Arsenal FC)                                                                       | 30   |
| 2012-2013 | 20   | Manchester United (20) | 89  | Manchester City   | 78  | Chelsea FC        | 75  | Robin van Persie (Manchester United)                                                                | 26   |
| 2013-2014 | 20   | Manchester City (4)    | 86  | Liverpool FC      | 84  | Chelsea FC        | 82  | Luis Suárez (Liverpool FC)                                                                          | 31   |
| 2014-2015 | 20   | Chelsea FC (5)         | 87  | Manchester City   | 79  | Arsenal FC        | 75  | Sergio Agüero (Manchester City)                                                                     | 26   |
| 2015-2016 | 20   | Leicester City         | 81  | Arsenal FC        | 71  | Tottenham Hotspur | 70  | Harry Kane (Tottenham Hotspur)                                                                      | 25   |
| 2016-2017 | 20   | Chelsea FC (6)         | 93  | Tottenham Hotspur | 86  | Manchester City   | 78  | Harry Kane (Tottenham Hotspur)                                                                      | 29   |
| 2017-2018 | 20   | Manchester City (5)    | 100 | Manchester United | 81  | Tottenham Hotspur | 77  | Mohamed Salah (Liverpool FC)                                                                        | 32   |
| 2018-2019 | 20   | Manchester City (6)    | 98  | Liverpool FC      | 97  | Chelsea FC        | 72  | Pierre-Emerick Aubameyang (Arsenal FC) Sadio Mané (Liverpool FC) Mohamed Salah (Liverpool FC)       | 22   |
| 2019-2020 | 20   | Liverpool FC (19)      | 99  | Manchester City   | 81  | Manchester United | 66  | Jamie Vardy (Leicester City)                                                                        | 23   |
| 2020-2021 | 20   | Manchester City (7)    | 86  | Manchester United | 74  | Liverpool FC      | 69  | Harry Kane (Tottenham Hotspur)                                                                      | 23   |
| 2021-2022 | 20   | Manchester City (8)    | 93  | Liverpool FC      | 92  | Chelsea FC        | 74  | Mohamed Salah (Liverpool FC) Son Heung-min (Tottenham Hotspur)                                      | 23   |
| 2022-2023 | 20   | Manchester City (9)    | 89  | Arsenal FC        | 84  | Manchester United | 75  | Erling Haaland (Manchester City)                                                                    | 36   |
| 2023-2024 | 20   | Manchester City (10)   | 91  | Arsenal FC        | 89  | Liverpool FC      | 82  | Erling Haaland (Manchester City)                                                                    | 27   |
| 2024-2025 | 20   | Liverpool FC (20)      | 84  | Arsenal FC        | 74  | Manchester City   | 71  | Mohamed Salah (Liverpool FC)                                                                        | 28   |

## Bilan

### Par club
Les équipes en gras font encore partie de la première division dans le cadre de la saison 2023-2024.
| Club                    | Champion | Vice-champion | Championnats remportés |
| ----------------------- | -------- | ------------- | --- |
| Manchester United       | 20       | 17            | 1907-1908, 1910-1911, 1951-1952, 1955-1956, 1956-1957, 1964-1965, 1966-1967, 1992-1993, 1993-1994, 1995-1996, 1996-1997, 1998-1999, 1999-2000, 2000-2001, 2002-2003, 2006-2007, 2007-2008, 2008-2009, 2010-2011, 2012-2013 |
| Liverpool FC            | 20       | 15            | 1900-1901, 1905-1906, 1921-1922, 1922-1923, 1946-1947, 1963-1964, 1965-1966, 1972-1973, 1975-1976, 1976-1977, 1978-1979, 1979-1980, 1981-1982, 1982-1983, 1983-1984, 1985-1986, 1987-1988, 1989-1990, 2019-2020, 2024-2025 |
| Arsenal FC              | 13       | 12            | 1930-1931, 1932-1933, 1933-1934, 1934-1935, 1937-1938, 1947-1948, 1952-1953, 1970-1971, 1988-1989, 1990-1991, 1997-1998, 2001-2002, 2003-2004                                                                              |
| Manchester City         | 10       | 6             | 1936-1937, 1967-1968, 2011-2012, 2013-2014, 2017-2018, 2018-2019, 2020-2021, 2021-2022, 2022-2023, 2023-2024 |
| Everton FC              | 9        | 7             | 1890-1891, 1914-1915, 1927-1928, 1931-1932, 1938-1939, 1962-1963, 1969-1970, 1984-1985, 1986-1987 |
| Aston Villa             | 7        | 10            | 1893-1894, 1895-1896, 1896-1897, 1898-1899, 1899-1900, 1909-1910, 1980-1981 |
| Sunderland AFC          | 6        | 5             | 1891-1892, 1892-1893, 1894-1895, 1901-1902, 1912-1913, 1935-1936 |
| Chelsea FC              | 6        | 4             | 1954-1955, 2004-2005, 2005-2006, 2009-2010, 2014-2015, 2016-2017 |
| Newcastle United        | 4        | 2             | 1904-1905, 1906-1907, 1908-1909, 1926-1927 |
| Sheffield Wednesday     | 4        | 1             | 1902-1903, 1903-1904, 1928-1929, 1929-1930 |
| Leeds United            | 3        | 5             | 1968-1969, 1973-1974, 1991-1992 |
| Wolverhampton Wanderers | 3        | 5             | 1953-1954, 1957-1958, 1958-1959 |
| Huddersfield Town       | 3        | 3             | 1923-1924, 1924-1925, 1925-1926 |
| Blackburn Rovers        | 3        | 1             | 1911-1912, 1913-1914, 1994-1995 |
| Preston North End       | 2        | 6             | 1888-1889, 1889-1890 |
| Tottenham Hotspur       | 2        | 5             | 1950-1951, 1960-1961 |
| Derby County            | 2        | 3             | 1971-1972, 1974-1975 |
| Burnley FC              | 2        | 2             | 1920-1921, 1959-1960 |
| Portsmouth FC           | 2        | -             | 1948-1949, 1949-1950 |
| Nottingham Forest       | 1        | 2             | 1977-1978 |
| Ipswich Town            | 1        | 2             | 1961-1962 |
| West Bromwich Albion    | 1        | 2             | 1919-1920 |
| Sheffield United        | 1        | 2             | 1897-1898 |
| Leicester City          | 1        | 1             | 2015-2016 |
| Blackpool FC            | -        | 1             | |
| Bristol City            | -        | 1             | |
| Cardiff City            | -        | 1             | |
| Charlton Athletic       | -        | 1             | |
| Oldham Athletic         | -        | 1             | |
| Queens Park Rangers     | -        | 1             | |
| Southampton FC          | -        | 1             | |
| Watford FC              | -        | 1             | |

### Par région
| Région              | Titres | Clubs |
| ------------------- | ------ | --- |
| Nord-Ouest          | 66     | Manchester United (20), Liverpool FC (20), Manchester City (10), Everton FC (9), Blackburn Rovers (3), Burnley FC (2), Preston North End (2) |
| Londres             | 21     | Arsenal FC (13), Chelsea FC (6), Tottenham Hotspur (2)                                                                                       |
| Yorkshire-et-Humber | 11     | Sheffield Wednesday (4), Huddersfield Town (3), Leeds United (3), Sheffield United (1)                                                       |
| Midlands de l'Ouest | 11     | Aston Villa (7), Wolverhampton Wanderers (3), West Bromwich Albion (1)                                                                       |
| Nord-Est            | 10     | Sunderland AFC (6), Newcastle United (4) |
| Midlands de l'Est   | 4      | Derby County (2), Leicester City (1), Nottingham Forest (1)                                                                                  |
| Sud-Est             | 2      | Portsmouth FC (2) |
| Est                 | 1      | Ipswich Town (1) |
| Sud-Ouest           | –      | |
| Pays de Galles      | –      | |

### Par ville
| Ville        | Titres | Clubs                                                        |
| ------------ | ------ | ------------------------------------------------------------ |
| Manchester   | 30     | Manchester United (20), Manchester City (10)                 |
| Liverpool    | 29     | Liverpool FC (20), Everton FC (9)                            |
| Londres      | 21     | Arsenal FC (13), Chelsea FC (6), Tottenham Hotspur (2)       |
| Birmingham   | 11     | Aston Villa (7), Wolverhampton (3), West Bromwich Albion (1) |
| Sunderland   | 6      | Sunderland AFC (6)                                           |
| Sheffield    | 5      | Sheffield Wednesday (4), Sheffield United (1)                |
| Newcastle    | 4      | Newcastle United (4)                                         |
| Blackburn    | 3      | Blackburn Rovers (3)                                         |
| Huddersfield | 3      | Huddersfield Town (3)                                        |
| Leeds        | 3      | Leeds United (3)                                             |
| Burnley      | 2      | Burnley FC (2)                                               |
| Derby        | 2      | Derby County (2)                                             |
| Portsmouth   | 2      | Portsmouth FC (2)                                            |
| Preston      | 2      | Preston North End (2)                                        |
| Ipswich      | 1      | Ipswich Town (1)                                             |
| Leicester    | 1      | Leicester City (1)                                           |
| Nottingham   | 1      | Nottingham Forest (1)                                        |